# 2719 Suzhou
2719 Suzhou (1965 SU) là một tiểu hành tinh vành đai chính được phát hiện ngày 22 tháng 9 năm 1965 bởi Đài thiên văn Tử Kim Sơn ở Nam Kinh.